# Laxmipur, Hangal
Laxmipur là một làng thuộc tehsil Hangal, huyện Haveri, bang Karnataka, Ấn Độ.